# Giulio Paoletti
Giulio Paoletti ( * 1865 - 1941 ) fue un botánico, pteridólogo, micólogo y algólogo italiano.

## Algunas publicaciones

### Libros
- Paoletti, G. 1923. Trattato elementare di mineralogia e nozioni di litologia : ad uso delle scuole medie superiori. Ed. Trieste : La editoriale libraria. 247 pp.
- Fiori, A; G Paoletti, F Crepin. 1896-1908a.  Cruciferae, Saxifragaceae e Crassulaceae. Ed. Padova : Tipografia del Seminario. 607 pp.
- Fiori, A; G Paoletti. 1896-1908b. Flora analitica d'Italia ossia decrizione delle piante vascolari indigene inselvatichite e largamente coltivate in Italia disposte per quadri analitici. Ed. Padova : Tipografia del Seminario. 4 vols.
- Fiori, A (1865-1950); G Paoletti (1865-1941), F Crépin (1830-1903). 1933. Iconographia florae italicae ossia flora italiana illustrata. Ed. Firenze : Tipografia editrice Mariano Ricci. VIII + 218 pp. en gran parte il.
- Fiori, A; G Paoletti. 1970. Flora italiana illustrata, Iconographia florae italicae . Ed. Bologna : Edagricole. 549 pp.
- Fiori, A†; G Paoletti†, F Crépin†. 1974. Iconographia florae italicae : Flora italiana illustrata. Ed. Bologna : Edagricole
- Fiori, A; G Paoletti. 1984a. Nuova flora analitica d'Italia vol. 1 - Da pteridophytae a leguminosae. Ed. Edagricole. 958 pp. ISBN 88-206-0859-6
- Fiori, A; G Paoletti. 1984b. Nuova flora analitica d'Italia vol. 2 - Da myrtaceae a compositae. Ed. Edagricole. 1.120 pp. ISBN 88-206-0860-X

- La abreviatura «Paol.» se emplea para indicar a Giulio Paoletti como autoridad en la descripción y clasificación científica de los vegetales.[1]